# Plymouth

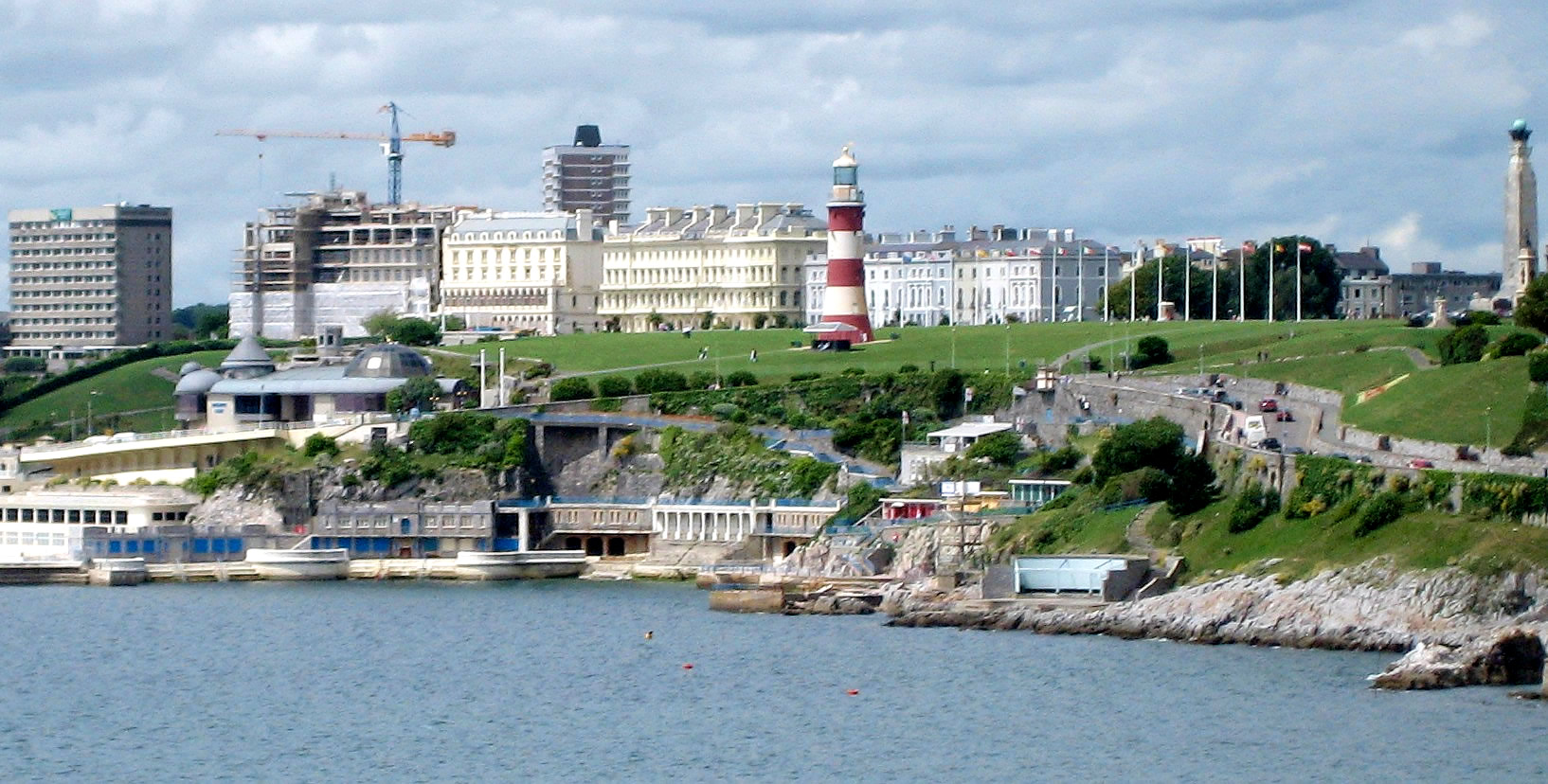
Plymouth Hoe, em 2006

Plymouth ou Plimude é a maior cidade do condado de Devon, no sudoeste da Inglaterra. É uma cidade portuária, e a base principal da Marinha Real Britânica.[carece de fontes?] Situada na costa sul da Devon, cerca de 37 milhas (60 km) sul-oeste de Exeter e 190 milhas (310 km) West- sudoeste de Londres. Cercando a cidade estão as fozes do rio Plym e do rio Tamar , que são naturalmente incorporados ao Plymouth Sound para formar uma fronteira com a Cornualha .
A história inicial de Plymouth se estende até a Idade do Bronze, quando um primeiro assentamento surgiu em Mount Batten. Este assentamento continuou como um posto comercial para o Império Romano, até que foi superado pelo vilarejo mais próspero de Sutton fundado no século IX, agora chamado Plymouth. 
Em 1620, os Pais Peregrinos partiram de Plymouth para o Novo Mundo e estabeleceram a Colônia Plymouth, o segundo assentamento inglês no que hoje são os Estados Unidos da América. 
Durante a Guerra Civil Inglesa, a cidade foi mantida pelos parlamentares e sitiada entre 1642 e 1646.
Na Revolução Industrial, Plymouth cresceu como um porto de embarque comercial, lidando com importações e passageiros das Américas, e exportando minerais locais (estanho, cobre, cal, argila chinesa e arsênico). A cidade vizinha de Devonport tornou-se estrategicamente importante para a Marinha Real por seus estaleiros e estaleiros. Em 1914, três cidades vizinhas independentes, viz. o distrito municipal de Plymouth, o distrito municipal de Devonport e o distrito urbano de East Stonehouse foram fundidos, tornando-se o County Borough of Plymouth. Em 1928, alcançou o status de cidade.
Durante a Segunda Guerra Mundial, devido à importância naval da cidade, os militares alemães visaram e destruíram parcialmente a cidade com um bombardeio, um ato conhecido como Plymouth Blitz. Após a guerra, o centro da cidade foi totalmente reconstruído. A expansão subsequente levou à incorporação de Plympton, Plymstock e outros subúrbios remotos, em 1967.
A cidade abriga 262 100 (meados de 2019 est.) Pessoas, tornando-a a 30ª área construída mais populosa do Reino Unido e a segunda maior cidade no sudoeste, depois de Bristol. É governado localmente pelo Conselho Municipal de Plymouth e é representado nacionalmente por três parlamentares. A economia de Plymouth continua fortemente influenciada pela construção naval e marítima, mas tendeu para uma economia de serviços desde os anos 1990. 

Tem ligações de ferroviárias para a Bretanha (Roscoff e St Malo) e para a Espanha (Santander). Possui a maior base naval operacional da Europa Ocidental, HMNB Devonport, e é a sede da Universidade de Plymouth .